# Sypna coelisparsa
Sypna coelisparsa är en fjärilsart som beskrevs av Walker 1858. Sypna coelisparsa ingår i släktet Sypna och familjen nattflyn. Inga underarter finns listade i Catalogue of Life.